# Штраубингерские земли

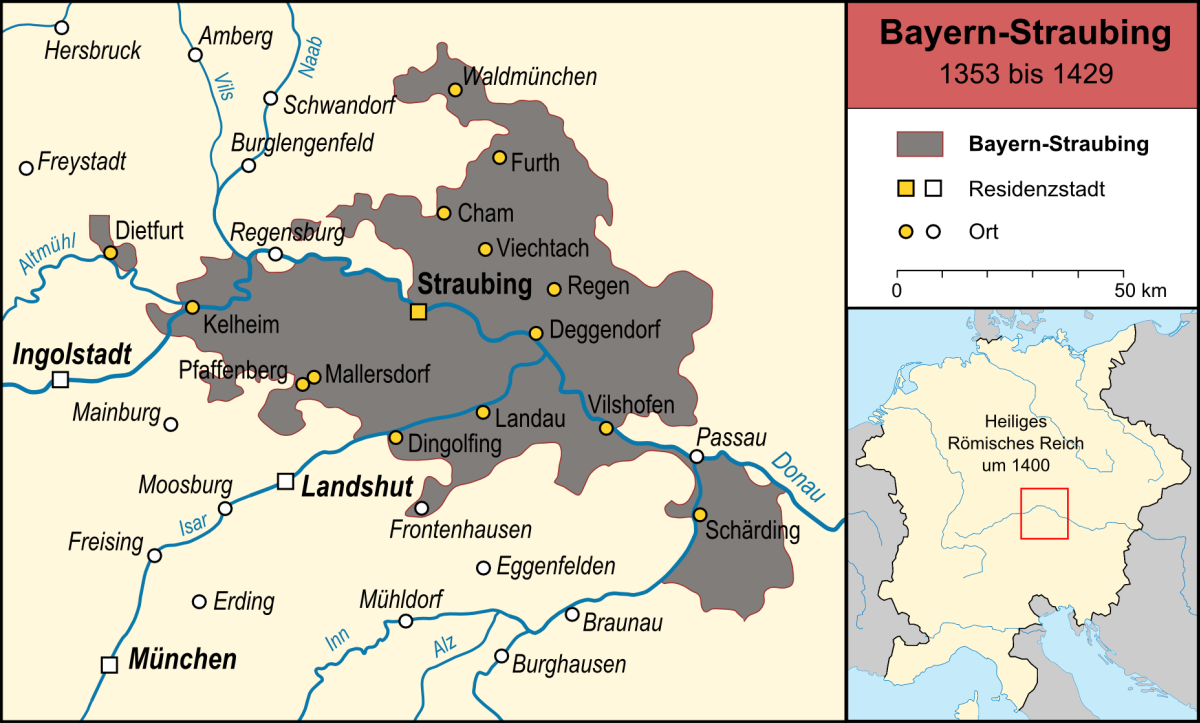
Штраубингерские земли.

Штраубингер-Ландхен, Штраубингерские земли нем. Straubinger Ländchen) — историческая территория в Баварии со столицей в Штраубинге, которая составляла немецкую часть герцогства Баварско-Штраубингского герцогства.

## История
По Регенсбургскому договору от 3 июня 1353 года между виттельсбахскими герцогами Стефаном II, Вильгельмом I и Альбрехтом I, штраубингерские земли перешли к недавно созданному Баварско-Штраубингскому герцогству, в которое также входили голландские графства (Голландия, Зеландия и Эно и Фризия).
В 1429 г. по Пресбургскому арбитражу оно было разделено между другими виттельсбахскими герцогствами Бавария-Мюнхен, Бавария-Ландсхут и Бавария-Ингольштадт. Столица Штраубинг, которая была резиденцией герцогов Альбрехта I и Альбрехта II с 1353 по 1358 год и с 1387 по 1397 год, перешла к Баварии-Мюнхену. Герцог Эрнст Баварско-Мюнхенский назначил губернатором своего сына Альбрехта, впоследствии герцога Альбрехта III.
Иногда термином Штраубингер-Ландхен обозначается части территории Баварско-Штраубингского герцогства, которая перешла к Баварии-Мюнхен в 1429 г.

## География
Штраубингерские земли простирались широкой полосой по обе стороны Дуная от Дитфурта и Кельхайма на западе до Шердинга на востоке и от Фурт-им-Вальд и Вальдмюнхена, переданных в залог ландграфам Лейхтенбергским, на севере до Дингольфинга. Таким образом, термин «Ländchen» вводит в заблуждение относительно относительно большой территории герцогства Баварии. По сравнению с другими владениями того времени, она также была поразительно территориально закрытой. В то время, как и сегодня, Штраубингер-Ландхен представлял собой большую часть Нижней Баварии и включал её северную часть. Однако некоторые части территории сейчас находятся в восточном Верхнем Пфальце или Верхней Австрии.